# Xyris inaequalis
Xyris inaequalis är en gräsväxtart som beskrevs av Norman Arthur Wakefield. Xyris inaequalis ingår i släktet Xyris och familjen Xyridaceae. Inga underarter finns listade i Catalogue of Life.